# Vienne EV
Le Vienne EV (Wiener Eislauf-Verein) est un club de sport de glace situé à Vienne et fondé en 1867. Il est principalement connu pour ses sections de hockey sur glace, créées en 1914 qui a remporté 14 titres nationaux, de patinage artistique et de patinage de vitesse . Il se situe dans le quartier de Heumarkt avec une surface glacée de plus de 6000 m², ce qui en fait une des plus grandes patinoires mondiales.

## Histoire de l'équipe de hockey sur glace.

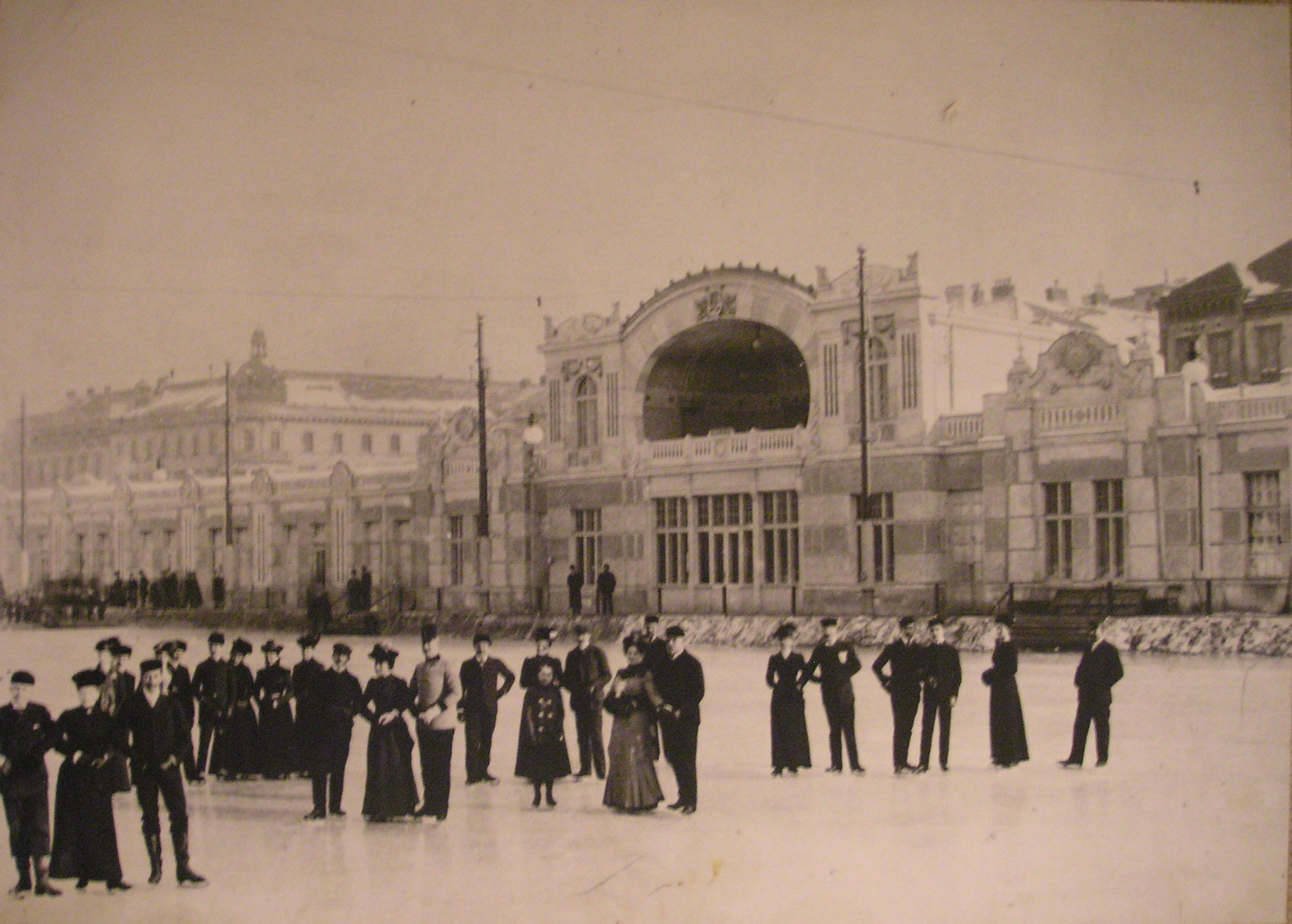
Le palais des glaces du Wiener EV en 1900, construit par l'architecte Ludwig Baumann, dans le style d'Art nouveau.

Au début il y avait les « garçons qui traînaient du côté de Wiener Neustadt Canal » (mentionnés en 1803), qui pratiquaient le patinage comme passe-temps jusqu'au milieu du XIXe siècle. En 1867, Le Wiener Eislauf-Verein se crée et s'installe sur l'ancien canal.
En 1914 la section de hockey sur glace est fondée. En 1923 a lieu le premier Championnat d'Autriche de hockey sur glace que le Wiener EV remporte. Durant les dix premières années, le championnat se limite aux clubs de Vienne. Le WEV est titré champion de 1923 à 1931 puis en 1933 et 1937. Après l'Anschluss, le championnat d'Allemagne de hockey sur glace et celui d'Autriche fusionnent. Le WEV remporte la seconde édition de ce championnat en 1940 (après l'EK Engelmann en 1939).
Après la Seconde Guerre Mondiale, Le WEV partage ses installations avec l'EK Engelmann qui a perdu les siens. Le WEV remporte les éditions de 1947 et 1948. En 1948, les deux équipes s'unissent pour devenir le Wiener Eissport-Gemeinschaft (WEG) qui enlève les titres de 1949, 1950 et 1951, après lequel les deux équipes retrouvent leurs indépendances. Il faudra attendre 1962 pour que le Wiener EV retrouve le succès. Ce sera malheureusement son dernier succès en date.
En 1964, le WEV s'installe dans le quartier de Donauparkhalle.
Lors de la saison 1979/1980, le WEV rate le titre de champion après une inattention de son gardien et finit second comme en 1980/1981. Le club rate sa saison 1983/1984 et est relégué dans le championnat d'Autriche de hockey sur glace D2. Il remonte la saison suivante mais finit ensuite à la dernière place, heureusement le club est maintenu dans l'élite. Les deux saisons suivantes, il est vice-champion.
En 1992, les deux principaux clubs de hockey de Vienne, le WEV et le WAT Stadlau, connaissent des difficultés financières. Pour pouvoir les aider, la ville les contraint à fusionner pour former le Wien EC, puis à changer de nom, le CE Wien.
En 1995, le championnat du monde de hockey sur glace a lieu en Autriche. La Albert Schultz Eishalle est construite à cette occasion. Le CE Wien récupère cette patinoire où elle fait quelques saisons médiocres. En 1997, l'équipe de hockey reprend le nom de Wiener Eislauf-Verein pour des raisons de marketing. Pour la saison 1999/2000, le club est racheté par l'Anschutz Entertainment Group, dirigé par le milliardaire américain Philip Anschutz, et est rebaptisé ainsi. Mais le club est mal géré et est dissous après une seule saison.
Une équipe de jeunes est reformée en 2003, détourne le nom originel en Wiener Eislöwen-Verein et joue dans le championnat élite de 2003 à 2006. En 2007, elle s'associe à l'équipe de Vienna Capitals.

## Histoire de l'équipe de patinage artistique

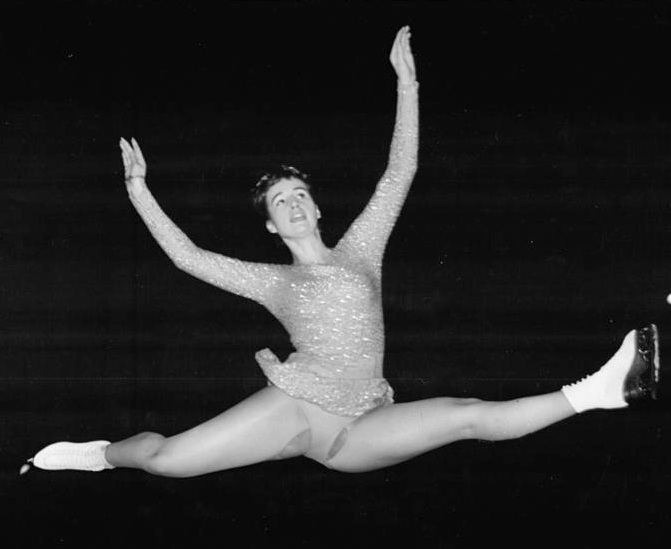
Regine Heitzer

Elle connaît ses plus grands succès dans les années 40, 50 et 60 avec l'émergence de jeunes champions comme Eva Pawlik, Hanna Eigel, Regine Heitzer, Claudia Kristofics-Binder, Hanna Walter, Ingrid Turković-Wendl chez les femmes, Wolfgang Schwarz et Emmerich Danzer chez les hommes, Elisabeth Schwarz et Kurt Oppelt chez les couples.

## Palmarès
- Championnat d'Autriche :
  - Champion (14) : 1923, 1924, 1925, 1926, 1927, 1928, 1929, 1930, 1931, 1933, 1937, 1947, 1948, 1962
  - Vice-champion (6) : 1972, 1980, 1981, 1987, 1988, 1997
- Championnat d'Allemagne :
  - Champion (1) : 1940